# Maren Haile-Selassie
Maren Haile-Selassie (Zurigo, 13 marzo 1999) è un calciatore svizzero, centrocampista dei Chicago Fire.

## Caratteristiche tecniche
È un esterno sinistro.

## Carriera

### Club
Nato in Svizzera da genitori di origini etiopi, è cresciuto nel settore giovanile dello Zurigo. Ha esordito in prima squadra il 30 luglio 2017 disputando l'incontro di Super League vinto 2-1 contro il Thun.

### Nazionale
Ha giocato nelle nazionali giovanili svizzere Under-18, Under-19 ed Under-20.

## Statistiche
Statistiche aggiornate al 20 ottobre 2024.

### Presenze e reti nei club
| Stagione               | Squadra                | Campionato             | Campionato | Campionato | Coppe nazionali | Coppe nazionali | Coppe nazionali | Coppe continentali | Coppe continentali | Coppe continentali | Altre coppe | Altre coppe | Altre coppe | Totale | Totale | Totale |
| Stagione               | Squadra                | Comp                   | Pres       | Reti       | Comp            | Pres            | Reti            | Comp               | Pres               | Reti               | Comp        | Pres        | Reti        | Pres   | Reti   |        |
| ---------------------- | ---------------------- | ---------------------- | ---------- | ---------- | --------------- | --------------- | --------------- | ------------------ | ------------------ | ------------------ | ----------- | ----------- | ----------- | ------ | ------ | ------ |
| 2017-2018              | Zurigo                 | ASL                    | 6          | 0          | CS              | 2               | 0               |                    | -                  | -                  |             | -           | -           | 8      | 0      |        |
| 2018-2019              | Zurigo                 | ASL                    | 1          | 0          | CS              | 0               | 0               | UEL                | 0                  | 0                  |             | -           | -           | 1      | 0      |        |
| Totale Zurigo          | Totale Zurigo          | Totale Zurigo          | 7          | 0          |                 | 2               | 0               |                    | 0                  | 0                  |             | -           | -           | 9      | 0      |        |
| 2018-2019              | Rapperswil-Jona        | ChL                    | 18         | 2          | CS              | 0               | 0               |                    | -                  | -                  |             | -           | -           | 18     | 2      |        |
| 2019-2020              | Neuchâtel Xamax        | ASL                    | 24         | 1          | CS              | 2               | 0               |                    | -                  | -                  |             | -           | -           | 26     | 1      |        |
| 2020-2021              | Wil                    | ChL                    | 35         | 7          | CS              | 1               | 0               |                    | -                  | -                  |             | -           | -           | 36     | 7      |        |
| 2021-gen. 2022         | Neuchâtel Xamax        | ChL                    | 17         | 5          | CS              | 2               | 1               |                    | -                  | -                  |             | -           | -           | 19     | 6      |        |
| Totale Neuchâtel Xamax | Totale Neuchâtel Xamax | Totale Neuchâtel Xamax | 41         | 6          |                 | 4               | 1               |                    | 0                  | 0                  |             | -           | -           | 45     | 7      |        |
| gen.-giu. 2022         | Lugano                 | ASL                    | 17         | 2          | CS              | 3               | 2               |                    | -                  | -                  |             | -           | -           | 20     | 4      |        |
| 2022-gen. 2023         | Lugano                 | ASL                    | 15         | 1          | CS              | 3               | 2               | UECL               | 2                  | 0                  |             | -           | -           | 20     | 3      |        |
| Totale Lugano          | Totale Lugano          | Totale Lugano          | 32         | 3          |                 | 6               | 4               |                    | 2                  | 0                  |             | -           | -           | 40     | 7      |        |
| 2023                   | Chicago Fire           | MLS                    | 32         | 6          | USOC            | 4               | 1               |                    | -                  | -                  | LC          | 3           | 0           | 39     | 7      |        |
| 2024                   | Chicago Fire           | MLS                    | 27         | 5          |                 | -               | -               |                    | -                  | -                  | LC          | 2           | 0           | 29     | 5      |        |
| Totale carriera        | Totale carriera        | Totale carriera        | 59         | 11         |                 | 4               | 1               |                    | -                  | -                  |             | 5           | 0           | 68     | 12     |        |
| Totale carriera        | Totale carriera        | Totale carriera        | 192        | 29         |                 | 17              | 6               |                    | 2                  | 0                  |             | 5           | 0           | 216    | 32     |        |

## Palmarès

### Club

#### Competizioni nazionali
- Coppa Svizzera: 2

Zurigo: 2017-2018
Lugano: 2021-2022